# Castillo de Muro
El castillo de Muro es un fortaleza medieval ubicada en la localidad española de igual nombre, en la provincia de Soria.

## Historia
Muro de Ágreda muestra restos de lo que fue un punto importante en el control de las comunicaciones en la zona oriental de la provincia de Soria, entre los valles del Duero y el Ebro. En las inmediaciones del casco urbano de Muro se localiza la ciudad romana de Augustóbriga, que fue determinada por Saavedra en 1861. La ciudad romana se sitúa en la parte más alta de una loma donde en la actualidad se sitúa el casco urbano de Muro y en su ladera de orientación Suroeste.
Los restos de lo que fue la antigua ocupación comparten espacio con los escasos restos del castillo construido ya en el siglo XV posiblemente sobre una construcción árabe anterior. El castillo se levantan junto a la antigua muralla medieval que reutilizó sillares de la muralla romana. Madoz lo menciona como "las ruinas de un antiguo castillo, que dominaba la población...". 

## Descripción
El castillo se fecha en el siglo XV; poseía planta rectangular rodeado de una barrera exterior, hoy desaparecida, y estrechos muros. Testigos de la construcción son tres lienzos de mampostería poco cuidada, parte de las almenas y adarve. En la población se conserva una torre defensiva a la que se adosó la iglesia de San Pedro, a la que sirve de cabecera, que se supone un torreón de origen cristiano o bereber.